# Chiesa San Carlo di Negrentino

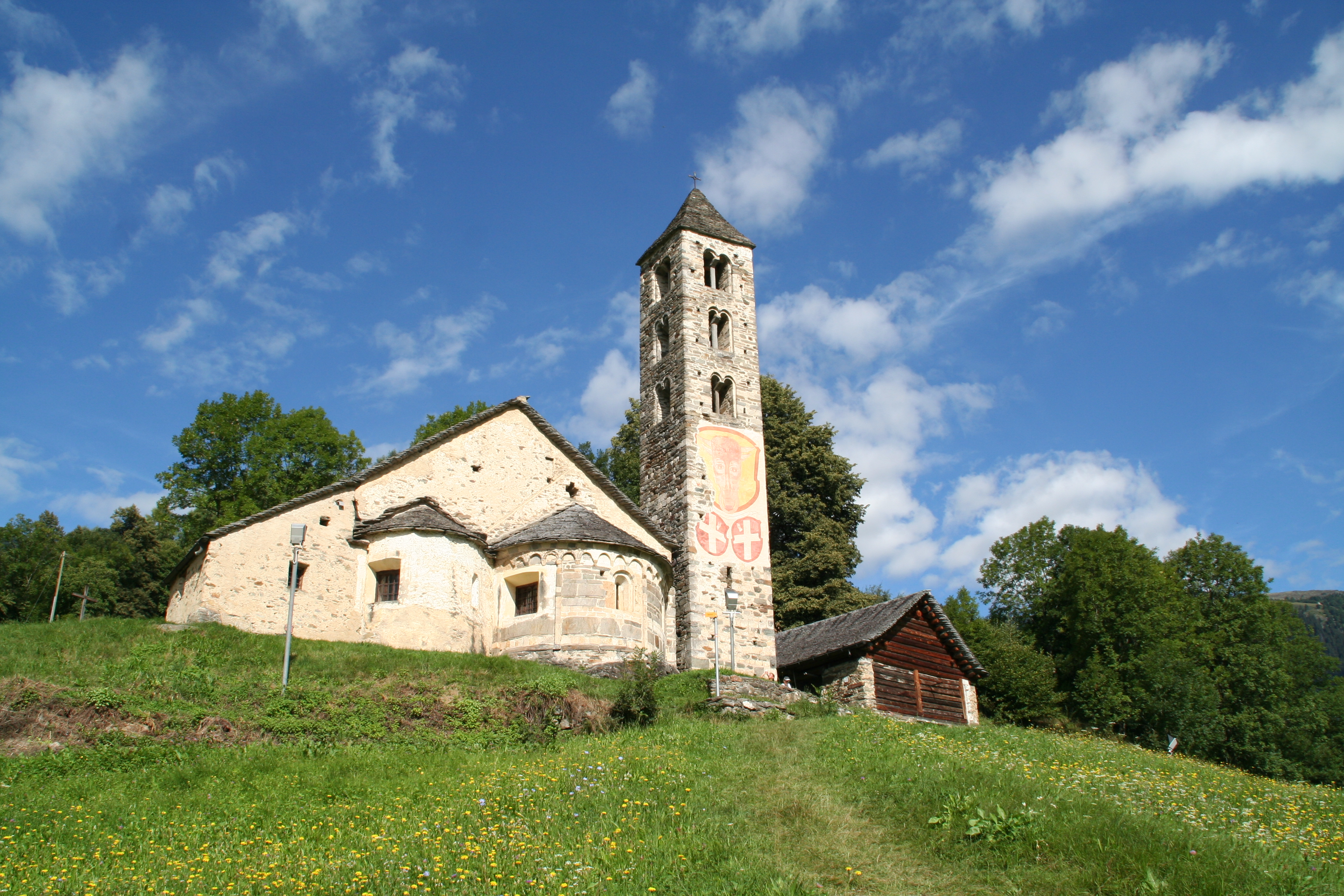
Ansicht von Osten

Die Chiesa San Carlo di Negrentino steht auf dem Gemeindegebiet von Acquarossa im Bleniotal im Kanton Tessin. Bis 1610, dem Jahr der Heiligsprechung von Karl Borromäus, war sie Ambrosius von Mailand geweiht. Bis zum Beginn des 18. Jahrhunderts war sie die Pfarrkirche von Prugiasco.

## Lage

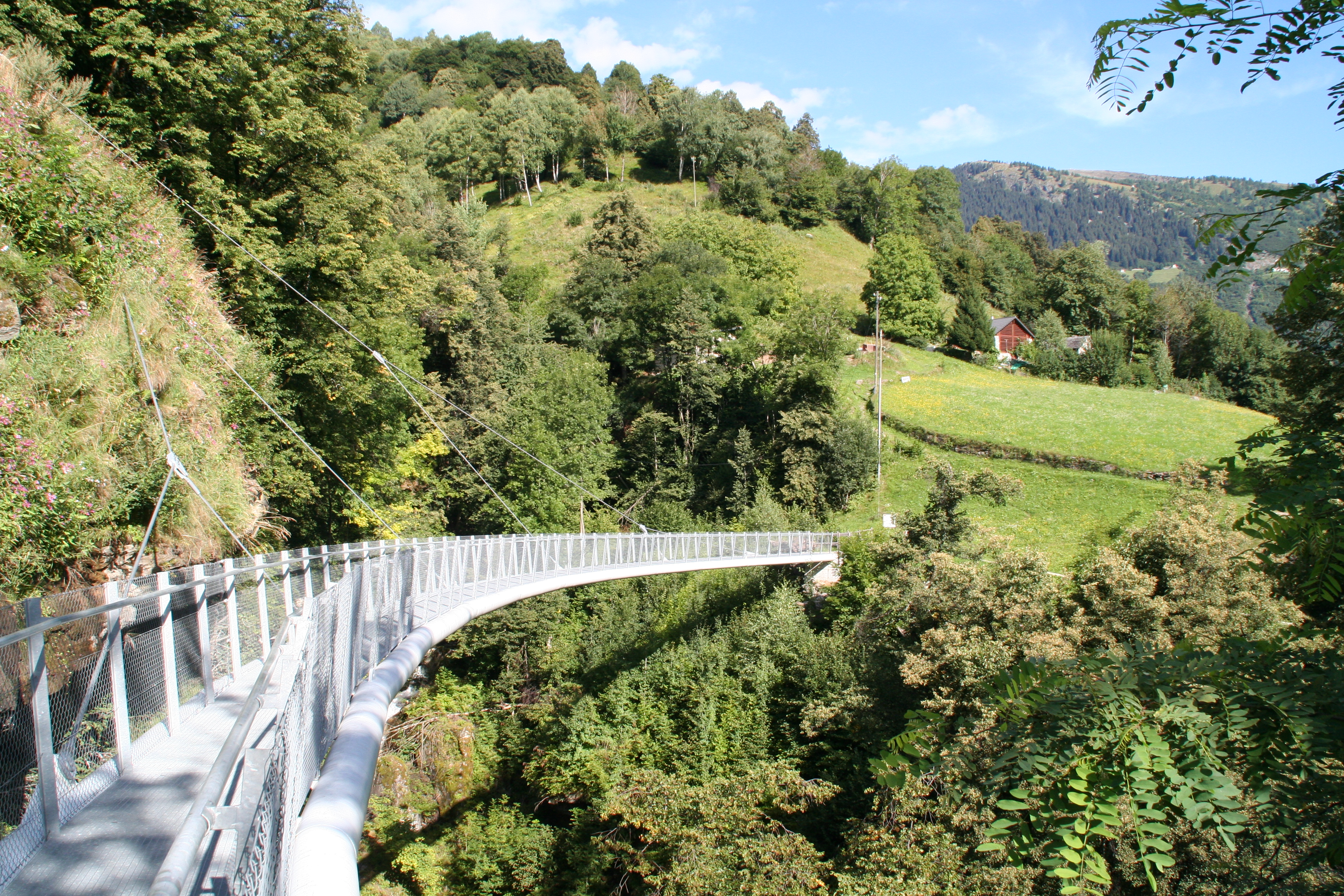
Brücke zur Kirche

Die Kirche liegt westlich oberhalb des Dorfes Prugiasco und unterhalb von dessen Alpen südlich des Weilers Negrentino auf einer Höhe von 854 Meter. Hier führte nahe einer tiefen Schlucht der Saumweg vom Gotthardpass und der Leventina über den Narapass ins Bleniotal und nach Bellinzona vorbei. Damit konnte die verkehrsungünstige Piottino- und Biaschina-Schlucht des Ticino umgangen werden. Entsprechend war die gesamte Dagagna von Prugiasco inkl. dieser Kirche politisch bis 1803 Teil der Leventina und nicht wie topographisch naheliegender des Bleniotals.
Seit Mai 2007 ist die Kirche über eine geschwungene moderne Hängebrücke gut vom Dorf Leontica aus erreichbar. Der Bau der Brücke wurde ermöglicht durch den Lions Club Alto Ticino. Die Schlüssel zur Kirche sind bei allen Restaurants in Acquarossa und Leontica oder bei Blenio Turismo in Olivone erhältlich.

## Geschichte
Die zweischiffige Kirche mit doppelter Apsis wird 1214 erstmals schriftlich erwähnt, geht aber auf eine frühere Zeit zurück. Sie entstand in zwei Bauetappen. Der ursprüngliche romanische Apsissaal aus dem 11. Jahrhundert wurde vermutlich im 13. Jahrhundert im Süden durch einen gleichartigen, aber schmaleren Raum mit kleinerer Apsis erweitert. Die früheren Eingänge in der Nord- (Männer-Eingang) und Westmauer (Frauen-Eingang) wurden durch ein westliches und südliches Portal im neuen Südteil ersetzt. Zur gleichen Zeit, vielleicht schon etwas früher, entstand der Campanile an der Nordseite.
Aus nachmittelalterlicher Zeit stammen die im Süden angebaute Sakristei und die erst nachträglich ausgebrochenen Fenster der Apsiden. 1942–1944 wurde die Kirche restauriert, und eine erneute Restaurierung läuft gerade.

## Bau
Die grössere Apsis des alten Baus wurde aus verschieden grossen und farbigen Quadern errichtet. Darüber ist der Verlauf des ursprünglichen Satteldachs angedeutet. Durch Lisenen entstanden drei verschieden grosse Felder, die von kleinen Arkadenbögen gekrönt sind. Auf der rechten Seite eines Fensters ist das Relief eines Pfaus als Symbol des Lebens angebracht.
Der an der Nordseite vom Hauptgebäude leicht abgerückte Turm trägt drei Reihen von zweibogigen Fenstern. Auf der talseitigen Ostseite sind oben die rot-weissen Kreuzwappen des Bleniotals (links, mit schwörender Hand) und der Leventina (rechts, mit segnender Hand) angebracht.
Überragt werden sie vom 1798 stellenweise abgeschlagenen Urner Wappen als Zeichen der Herrschaft allein von Uri auf Prugiasco (als Teil der Nachbarschaft von Chiggiogna) und somit auf den Passübergang in die Leventina. Diese besass eine weitgehende Autonomie unter dem urnerischen Obervogt in Faido, die sich 1755 nach dessen Übergriffen im blutig niedergeschlagenen «Livineraufstand» entlud. So blieb die Leventina wie die anderen «ennetbirgischen Vogteien» bis 1798 Untertanengebiet der drei innerschweizerischen Orte der Alten Eidgenossenschaft.
Das Erbärmdebild und die Darstellung des heiligen Michael oberhalb des südlichen Eingangsportals stammen aus dem 15. Jahrhundert. Im Inneren wird der flachgedeckte Raum durch eine gemauerte Säule und zwei Bogen unterteilt.

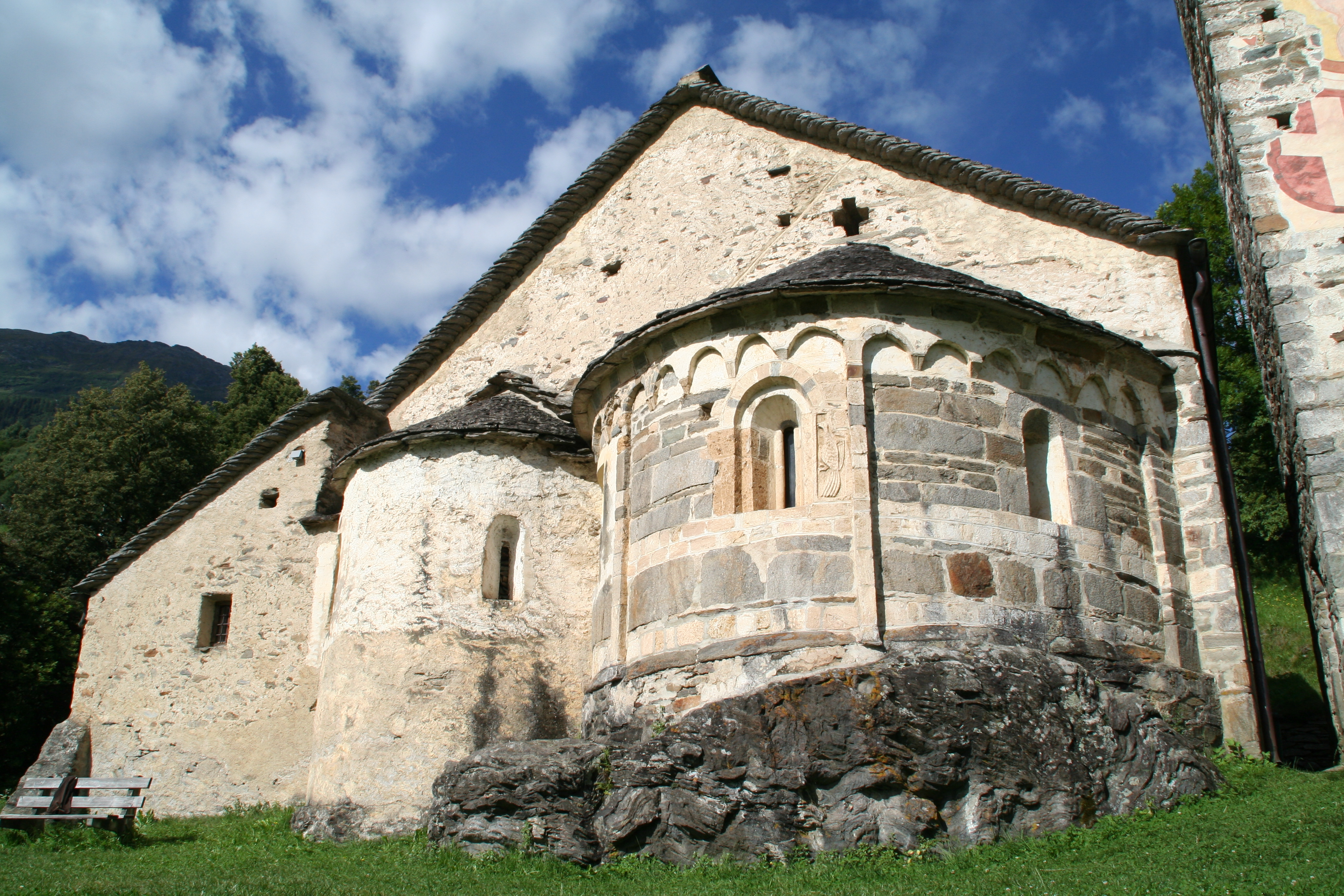
links die jüngere, rechts die ältere Apsis
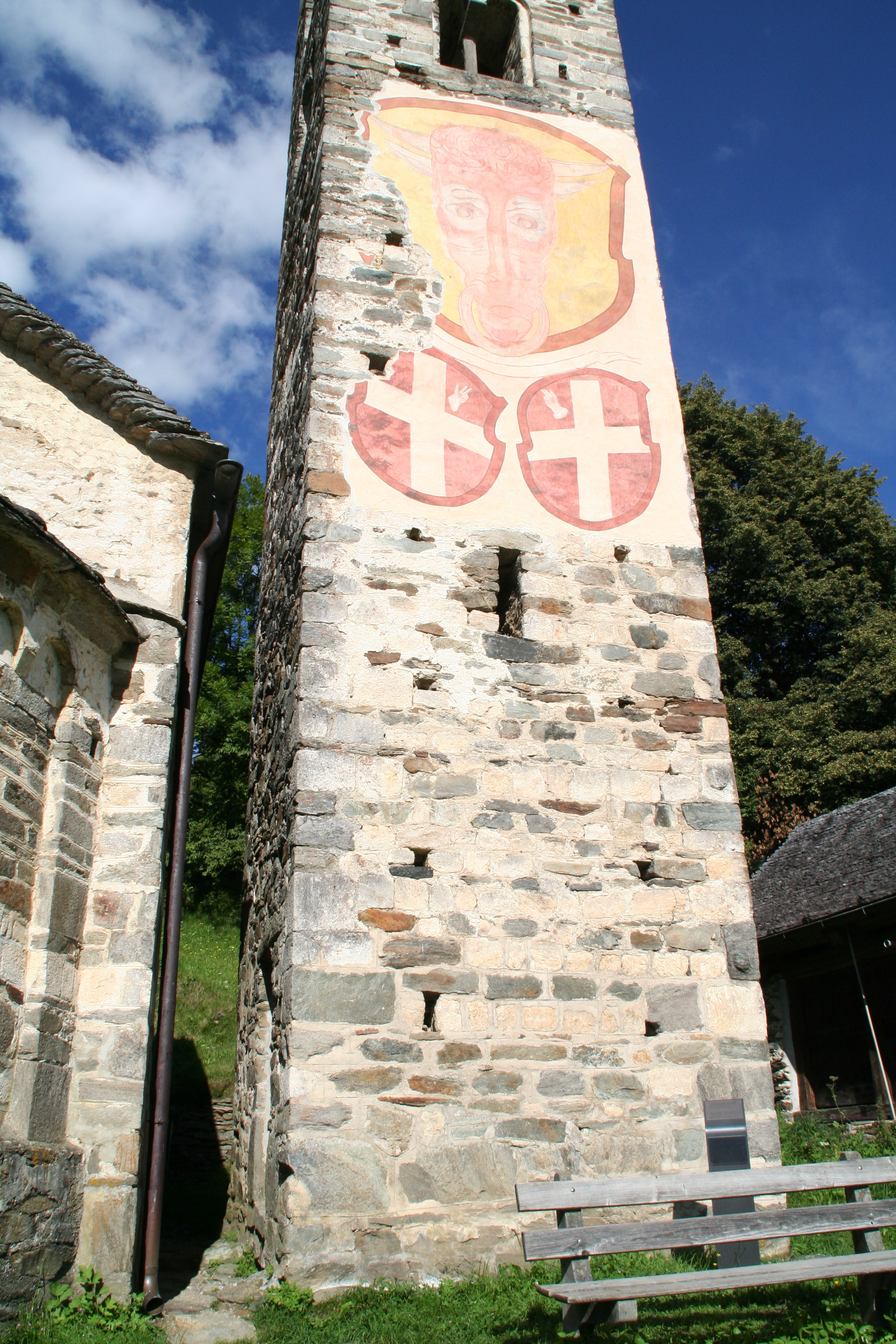
Campanile
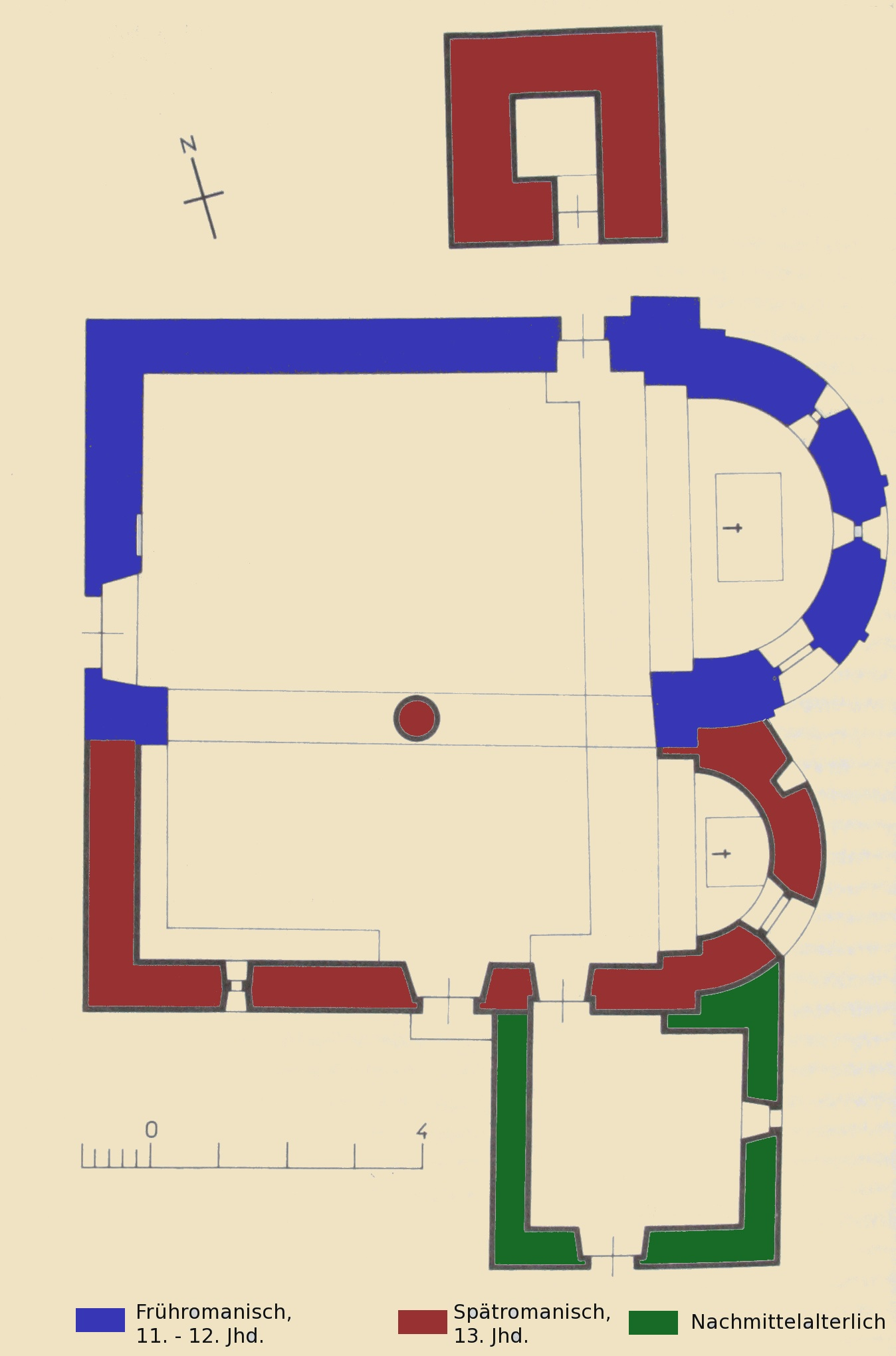
Grundriss

## Bilder

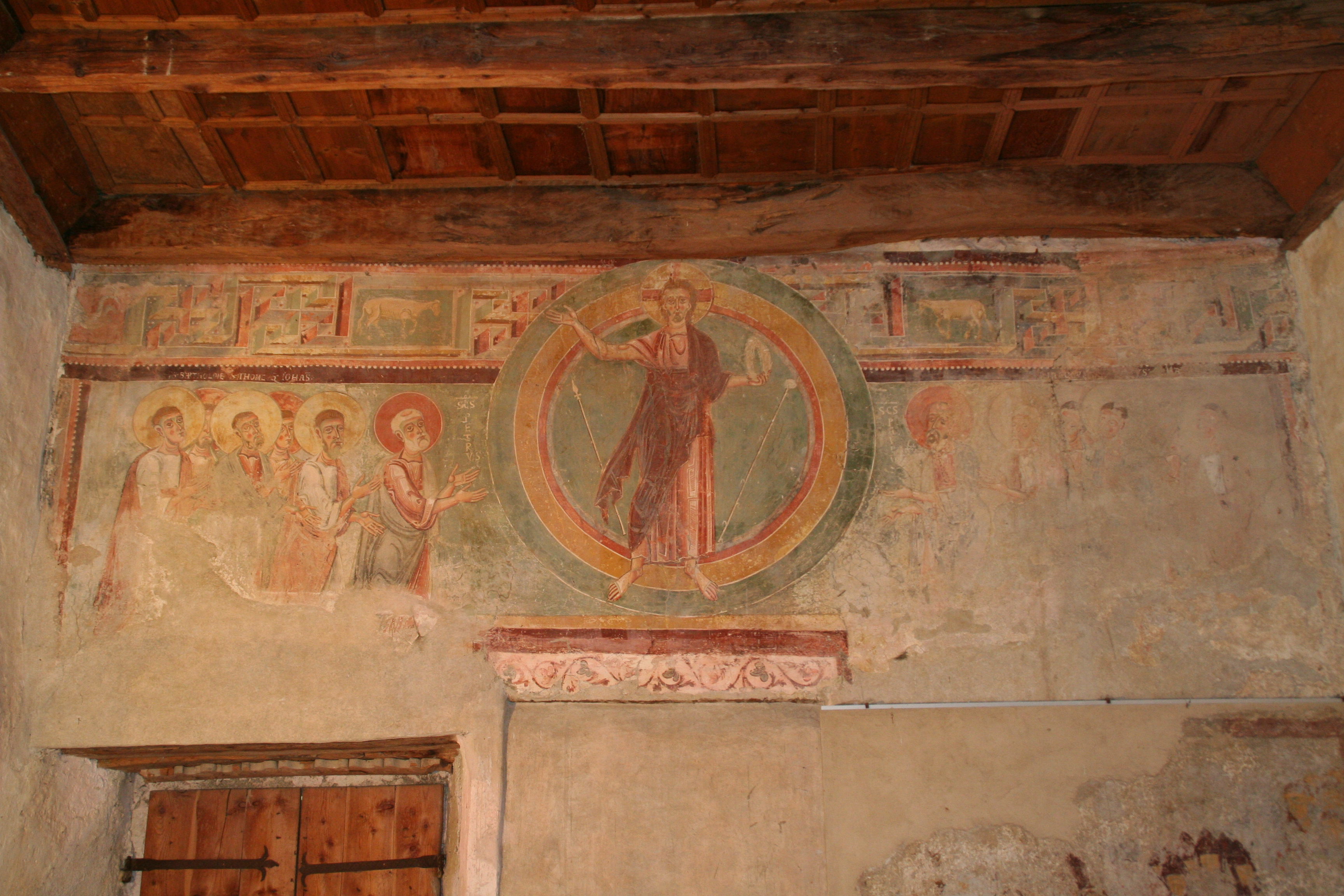
Christi Himmelfahrt

Der Kirchenraum ist reich mit Fresken aus drei verschiedenen Epochen ausgeschmückt.
Das älteste Bild eines unbekannten Künstlers, eine Darstellung der Himmelfahrt Christi vor den Aposteln über dem vermauerten Portal an der Westwand des alten Schiffes, stammt vermutlich aus der Mitte des 11. Jahrhunderts. Stilistische und technische Einzelheiten und der byzantinisch beeinflusste Stil der Gestalten zeigen eine Verwandtschaft mit den Fresken von der Basilica di San Vincenzo in Galliano und San Pietro al Monte in Civate in der Lombardei.
Die leuchtenden Malereien an der Nordseite des Kirchenschiffs und in der grossen Apsis stammen vermutlich von Lombardo da Giubiasco (1453–1483) und Cristoforo oder Nicolao da Seregno, deren Gegenwart um die Mitte des 15. Jahrhunderts in Lottigna auf der anderen Talseite nachgewiesen ist. Die Maler könnten auf dem Weg über den Lukmanier in die Surselva gewesen sein, wo sie unter anderem die Kapelle St. Agatha in Disentis/Mustér bemalten, die auch an der alten Strasse über den Pass lag.
Die Fresken an dem südlichen Schiff werden dem Tessiner Antonio da Tradate (ca. 1465–1520) zugeschrieben, der auch in anderen Kirchen und Kapellen des Tessins zahlreiche Fresken hinterlassen hat. Seine Themen sind dem Leben der Jungfrau Maria entnommen und stellen Episoden aus den Apokryphen dar, was in jener Zeit ungewöhnlich war. Das grosse Bild an der südlichen Hälfte der Westwand zeigt den heiligen Ambrosius in der Schlacht von Parabiago zwischen den Heiligen Gervasius und Protasius.

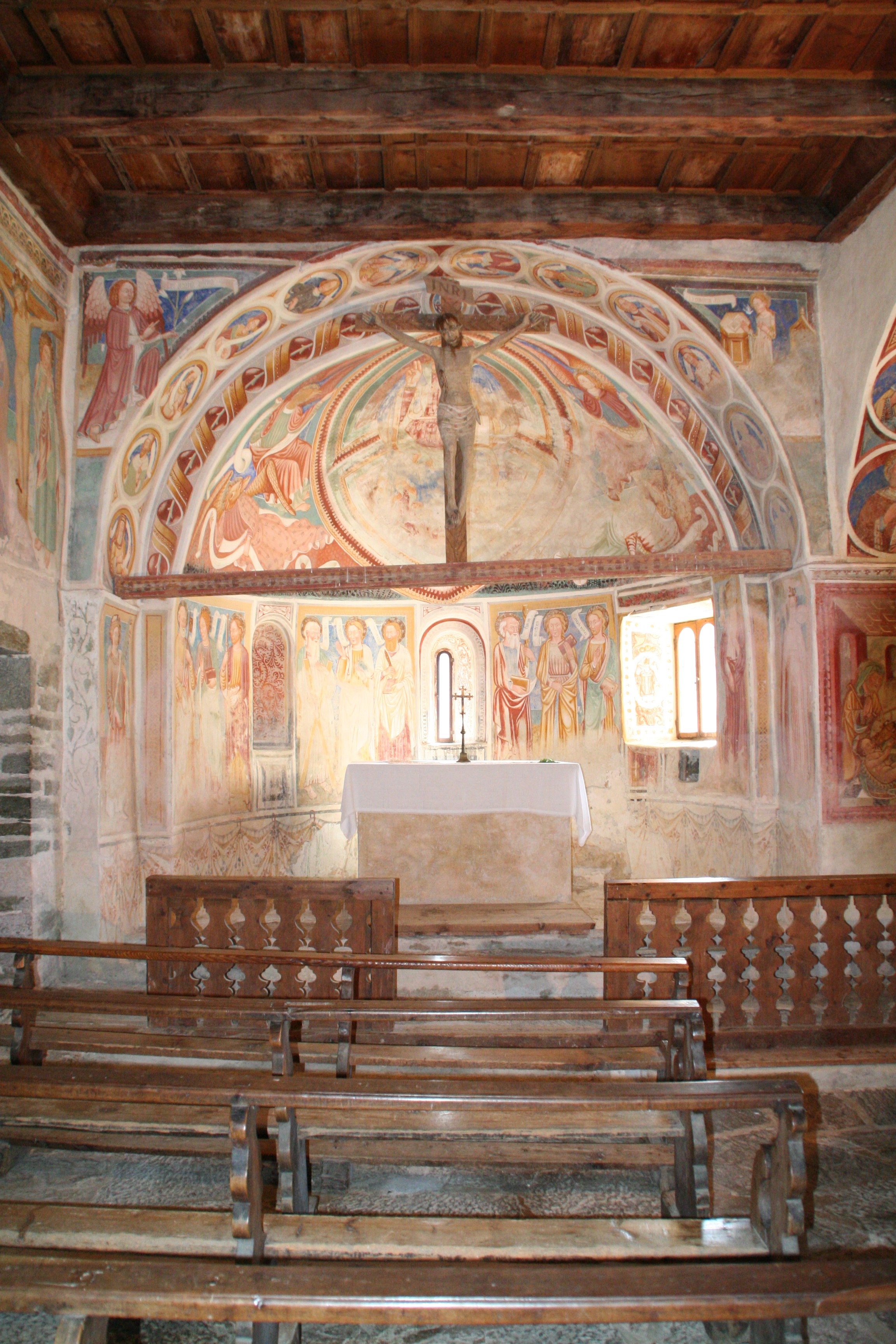
grosse Apsis
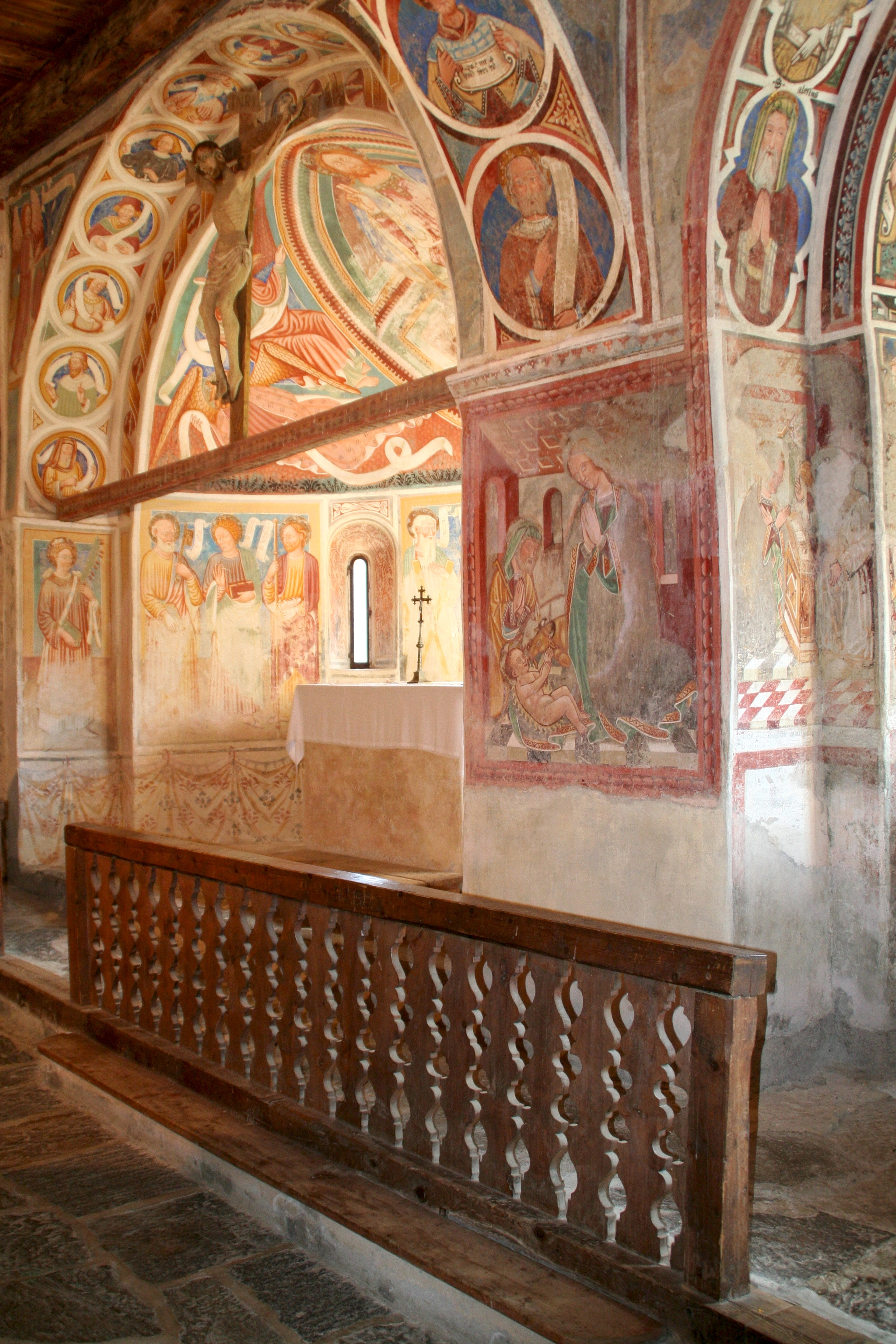
grosse Apsis und Mittelpfeiler
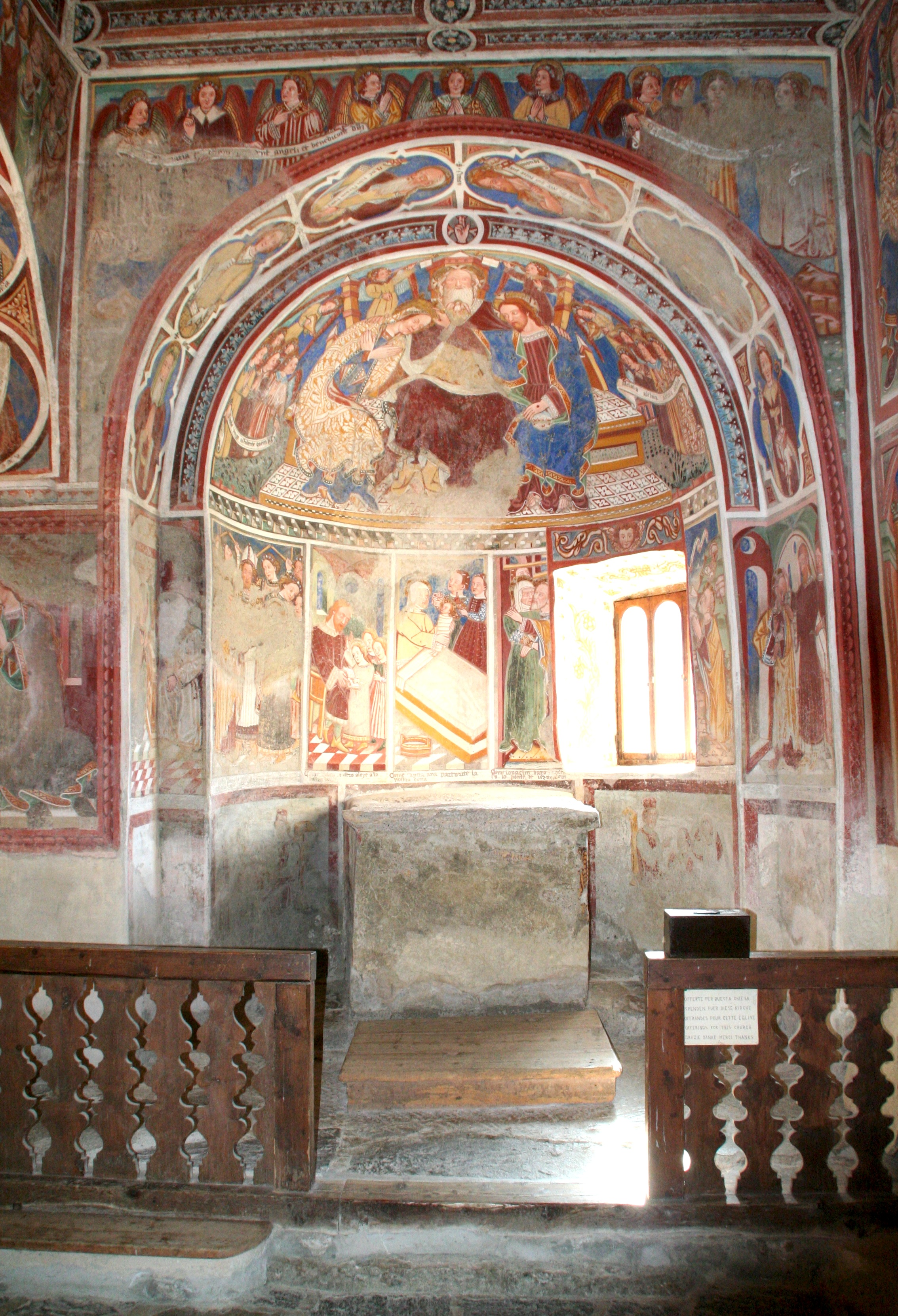
kleine Apsis
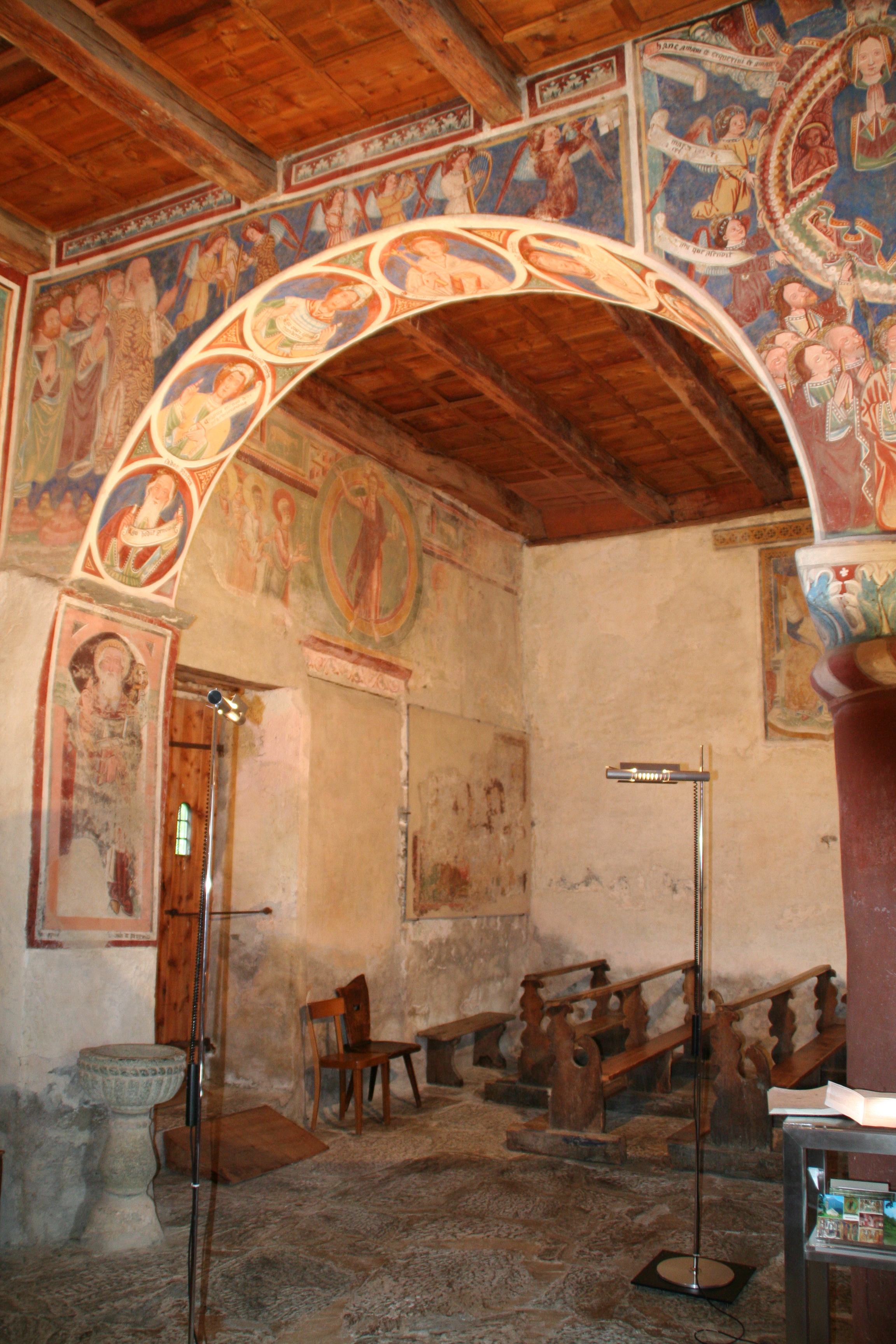
Bogen, Blick nach NW